# Вест Јунион (Јужна Каролина)
Вест Јунион (енгл. West Union) град је у америчкој савезној држави Јужна Каролина.

## Демографија
По попису из 2010. године број становника је 291, што је 6 (-2,0%) становника мање него 2000. године.
| Група             | 2000.       | 2010.       |
| Белци             | 238 (80,1%) | 234 (80,4%) |
| Афроамериканци    | 2 (0,7%)    | 7 (2,4%)    |
| Азијати           | 0 (0,0%)    | 1 (0,3%)    |
| Хиспаноамериканци | 47 (15,8%)  | 43 (14,8%)  |
| Укупно            | 297         | 291         |